# Lista över ledamöter av Sveriges riksdags första kammare 1922
Ledamöter av Sveriges riksdags första kammare 1922.

## Stockholms stad
- Ernst Klefbeck, kyrkoherde, s, f. 1866
- Ernst Trygger, f.d. justitieråd, h, f. 1857
- Charles Lindley, s
- Samuel Clason, professor, h, f. 1867
- Jan Berglund, kassör, s, f. 1864
- Sten Stendahl, grosshandlare, h, f. 1876
- Arvid Thorberg, LO:s ordförande, s
- Carl Hederstierna, överståthållare, h
- Gustaf A. Wahl, montör, s
- Herman Lamm, grosshandlare, f, f. 1853
- Hjalmar von Sydow, häradshövding, h

## Stockholms län och Uppsala län
- Otto Strömberg, bruksägare, h, f. 1856
- Theodor Borell, häradshövding, h, f. 1869
- Gustaf Lagerbjelke, greve, byråchef, h, f. 1860
- Carl-Axel Reuterskiöld, professor, bf, f. 1870
- Carl Gustaf Ekman, f.d. redaktör, l, f. 1872
- Eliel Löfgren, advokat, l
- Frits Gustav Möller, partisekreterare, s
- Teodor Julin, notarie, s, f. 1880
- Edvard Hagfält, hemmansägare, s, f. 1873
- Adolf Berge, folkskollärare, s, f. 1869

## Södermanlands och Västmanlands län
- Gustaf Sederholm, godsägare, h, f. 1868
- Carl Svensson, statsråd, s, f. 1879
- Axel Modig, förrådsförvaltare, l, f. 1859
- Alexis Björkman, redaktör, s, f. 1853
- Assar Emanuel Åkerman, statsråd, s
- Adam Hult, landstingsdirektör, l, f. 1870
- Torsten Nothin, statsråd, s
- Oskar Strutz, överbanmästare, l, f. 1864
- Anton Pettersson i Västerås, f.d. lantbrukare, bf

## Östergötlands län med Norrköpings stad
- J. Axel Träff, fabrikör, s, f. 1875
- K.G. Westman, professor, bf, f. 1876
- Carl Johan Gustaf Swartz, universitetskansler, h
- Einar Thulin, byråchef, s, f. 1883
- Axel Theodor Adelswärd, kammarherre, f
- Albert Bergström, byråföreståndare, s, f. 1869
- Oscar Herman August Fleming, friherre, major, h, f. 1859
- Karl Andersson i Eliantorp, hemmansägare, bf, f. 1869

## Jönköpings län
- Karl Johan Alfred Gustafsson, lantbrukare, h, f. 1862
- Jacob Spens, greve, h, f. 1861
- Karl Ekman, hovrättsråd, h, f. 1863
- Oscar Ericson i Oberga, lantbrukare, bf, f. 1866
- Erik Abrahamsson, lantbrukare, l, född 1873
- Ivan Pauli, lektor, s, f. 1885

## Kronobergs och Hallands län
- Martin Svensson i Kompersmåla, h, f. 1871
- Axel Rooth, häradsskrivare, h, f. 1858
- Johan Bernhard Johansson i Fredrikslund, häradsdomare, h, f. 1877
- Anders Elisson, lantbrukare, j, f. 1876
- Per Gustafsson i Benestad, lantbrukare, bf
- August Ljunggren, redaktör, f, f. 1874
- Nils Anton Bondeson, grosshandlare, l, f. 1872
- Gustaf Anton Larsén, folkskollärare, s, f. 1870

## Kalmar läns norra och södra landstingsområden samt Gotlands län
- John Jeansson, v. konsul, h, f. 1865
- Petrus Nilsson i Gränebo, lantbrukare, bf, f. 1881
- Erik Anderson i Hägelåkra, lantbrukare, h, f. 1870
- Axel Olof Rune, borgmästare, l
- Gustaf H. Malmberg, kassör, s, f. 1869
- Lars Gunnar Bodin, lantbrukare, f. 1872
- Carl Boberg, redaktör, h, f. 1859

## Blekinge län och Kristianstads län
- Johan Nilsson i Skottlandshus, lantbrukare, h, f. 1873
- Axel Hansson Wachtmeister, greve, landshövding, h, f. 1855
- Gustaf Nilsson i Kristianstad, ombudsman, s, f. 1880
- Bror Petrén, häradshövding, l, f. 1870
- J.G. Carlsson, läroverksadjunkt, s, f. 1884
- Elof Andersson i Fältenborg, lantbrukare, l, f. 1873
- William Linder, hovrättsråd, s
- Carl O. Olsson, lantbrukare, bf
- Ulrik Leander, fängelsedirektör, l, f. 1858
- Olof Carlsson, ledamot av försäkringsrådet, s, f. 1872

## Malmöhus län med Malmö stad och Helsingborgs stad
- Knut Ebbe von Geijer, borgmästare, h, f. 1864,
- Anton Nilsson i Östrabo, lantbrukare, h, f. 1874
- Anders Antonsson, direktör, h, f. 1856
- Jöns Jönsson i Slätåker, t.f. domänintendent, h, f. 1867
- Nils Wohlin, professor, bf
- Jöns Pålsson, hemmansägare, l, f. 1870
- Nils Persson i Malmö, förtroendeman, s, f. 1865
- Jacob Larsson, häradshövding, s, f. 1851
- August Nilsson i Kabbarp, trädgårdsodlare, s, f. 1867
- Olof Olsson, statsråd, s, f. 1872
- Johan Nilsson i Malmö, redaktör, s, f. 1874
- Carl Johansson, arbetskontorsföreståndare, s, f. 1856

## Göteborgs stad
- Gustaf Boman, fabrikör, h, f. 1861
- Kerstin Hesselgren, yrkesinspektris, l
- Anders Lindblad, redaktör, s, f. 1866
- Ernst Wigforss, lektor, s
- A. Östlund, ombudsman, s

## Göteborgs och Bohus län
- Eric Hallin, kammarherre, h, f. 1870
- Karl Andersson i Fiskebäckskil (senare i Stockholm), byrådirektör och havsforskare, f, f. 1875
- Sigfrid Hansson, journalist, s, f. 1884
- Ludvig Widell, överdirektör, h, f. 1870
- Isak Svensson i Grindstorp, lantbrukare, l, f. 1864
- Albin Andersson i Myggnäs, lantbrukare, bf

## Älvsborgs län
- Hugo Erik Gustaf Hamilton, f.d. landshövding, f. 1849
- Olaus Pettersson i Småkulla, lantbrukare, l, f. 1859
- Karl Sandegård, kyrkoherde, s, f. 1880
- Johan Johansson i Friggeråker, lantbrukare, bf, f. 1872
- Knut Heyman, godsägare, h, f. 1870
- Axel von Sneidern, godsägare, h, f. 1875
- Axel Fredrik Wennersten, direktör, h, f. 1863
- Edvard Björnsson, lektor, s, f. 1878

## Skaraborgs län
- Gustaf Barthelson, överjägmästare, h, f. 1854
- Edward Larson i Lerdala, lantbrukare, l, f. 1867
- Ernst Svensson i Eskhult, lantbrukare, bf, f. 1880
- Torsten Ström, handlande, s, f. 1885
- Erik Vrang, redaktör, h, f. 1870
- August Johansson, lantbrukare, l, f. 1864

## Värmlands län
- Mauritz Hellberg, redaktör, l, f. 1859
- Knut Tengdahl, försäkringstjänsteman, s, f. 1867
- Karl August Nilsson, järnhandlare, l, f. 1864
- Gustaf Strömberg, yrkesunderinspektör, s
- Johan Carlsson, godsägare, h, f. 1864
- Åke Ingeström, lantbruksskoleföreståndare, l, f. 1867
- Karl Franzén, läroverksadjunkt, s, f. 1883

## Örebro län
- Adolf Lindgren, grosshandlare, h, f. 1864
- Gerhard Halfred von Koch, kansliråd, l, f. 1872
- Axel Vindahl, köpman, l, f. 1866
- Oscar Olsson, lektor, s, f. 1877
- Anders Örne, statsråd, s

## Kopparbergs län
- Carl Schedin, hemmansägare, bf
- Ernst Lyberg, rådman, l, f. 1874
- Anders Pers, redaktör, l, f. 1860
- Daniel Alfred Petrén, överinspektör, s, f. 1867
- Erik Dalberg, ombudsman, s, f. 1869
- Ernst Åström, handlande, v-s,  f. 1882

## Gävleborgs län med Gävle stad
- Jonas Andersson i Hedsta, kyrkvärd, h
- Per Andersson i Koldemo, hemmansägare, bf
- Carl Carlsson, bageriföreståndare, l, f. 1873
- Rickard Sandler, statsråd, s
- Nils Sigfrid Norling, redaktör, s, f. 1880
- Per Norin, hemmansägare, s, f. 1863
- Carl Eriksson i Ljusdal, landstingsman, s

## Västernorrlands län och Jämtlands län
- Herman Kvarnzelius, l
- Janne Walles, kassör, s, f. 1871
- Erik August Enhörning, konsul, h, f. 1860
- Henrik Öhngren, v.konsul, l, f. 1853
- Carl Albert Lindhagen, borgmästare, v-s, f. 1860
- Anders Olof Frändén, hemmansägare, h, f. 1866
- J. P. Johansson, folkskollärare, l, f. 1874
- Frits Leander Lindquist, föreståndare, s, f. 1865
- Leonard Tjällgren, lantbrukare, bf, f. 1878
- Ingebrekt Bergman, hemmansägare, l, f. 1864

## Västerbottens län och Norrbottens län
- Gustav Rosén, redaktör, l
- Olof Bergqvist, biskop, h
- Paul Hellström, professor, l
- Herman Rogberg, häradshövding, h
- John Almkvist, folkskoleinspektör, l
- Nils Gabrielsson, hemmansägare, bf
- Carl Winberg, redaktör, k
- Manne Asplund, bergmästare, s